# Stone Metal Fire
Stone Metal Fire (SMF) es una banda de rock y pop tailandesa formada en 1993 y activa hasta la actualidad, su estilo musical también es de género heavy metal de los cuales han realizado varias obras musicales.

## Miembros
- Pathompong Sombatpiboon ("Pong"):[4] voz
- Jakkarin Daungmaneerattanachai ("Pop") : guitarra
- Nampol Raksapong ("To") : guitarra
- Narong Sirisarnsoonthorn ("Rong") : bajo
- Damrongsith Srinak ("Pingpong") : batería
- Prateep Vorapat ("Moo") : piano

## Discografía
- หิน เหล็ก ไฟ (Hin Lek Fai; 1993)
- ร็อกเพื่อนกัน (Rock Peurn Kun; 1994)
- คนยุคเหล็ก (Khon Yuk Lek; 1995)
- Never Say Die (2005)
- Acoustique (2006)